# Chengshan Lu
Chengshan Lu (chiń. 成山路站) – stacja metra w Szanghaju, na linii 8. Zlokalizowana jest pomiędzy stacjami Yaohua Lu i Yangsi. Została otwarta 5 lipca 2009.